# Borszyn Mały (przystanek kolejowy)
Borszyn Mały – nieczynny kolejowy przystanek osobowy w Borszynie Małym, w województwie dolnośląskim, w Polsce.